# 上梨満雄
上梨 満雄（かみなし みつお、1942年 - ）は日本のアニメ演出家。旧満州国チチハル市出身。スタジオぴえろ創設者。『日本テレビ版ドラえもん』のチーフディレクターを務めたことで知られる。実兄は作画監督の上梨壱也（現・上梨一也）。

## 経歴
チチハル市に生まれ、3歳で終戦を迎えて引き揚げ船で帰国。高校卒業まで岐阜県に在住する。その後、兄・上梨壱也の誘いで1963年に旧虫プロダクションに入社。『鉄腕アトム』では主に仕上進行や作画進行を担当し、演出助手を経て虫プロ作品の絵コンテと演出を担当した。『リボンの騎士』では兄の壱也と共に演出を担当する。1972年放送の『ムーミン』を担当した後に虫プロを退社してフリーになる。
1973年に日本テレビ動画の下崎闊の依頼で『ドラえもん』（日本テレビ）のチーフディレクターに抜擢される。『ドラえもん』以降は主にタツノコプロ作品の演出を担当する。『一発貫太くん』（フジテレビ）の演出を経て、タツノコプロの布川ゆうじと共に演出家グループ「スタジオぴえろ」（現・ぴえろ）を立ち上げる。最初期のスタジオぴえろには上梨満雄と布川ゆうじの二人しかメンバーがいなかったが、上梨満雄が『新みつばちマーヤの冒険』（テレビ大阪）のチーフディレクターを引き受けたことを契機に独自で作画班や制作進行を集め、スタジオぴえろは1979年5月より株式会社として法人化する。
『ニルスのふしぎな旅』（NHK総合）の参加後は主にNHKや学研の教材ビデオを手掛ける。また東宝経由で東京ディズニーランドの映像アトラクション「ミート・ザ・ワールド」の演出も担当する。これは実写映像とアニメーションから成る劇場型アトラクションで1983年の東京ディズニーランド開園から2002年6月末まで長期にわたり上映された。
1984年より版権管理事業を行う組織として「株式会社ぴえろプロジェクト」（現・ぴえろ）を設立する。これは請負による制作だけでは十分な利益が得られなかったことによるもので、これ以降は主にキャラクターライセンスの仕事を担当する。スタジオぴえろの取締役制作担当を務めた後、兄の壱也と「ピエロ企画室」を立ち上げる。現在はスタジオぴえろを退社してフリーになる。

## 参加作品

### 虫プロダクション時代
1963年
- 鉄腕アトム - 92話共同脚本、117・170・178・184・191話演出・絵コンテ

1967年
- リボンの騎士 - 7・19・26・31・37話演出

1968年
- わんぱく探偵団 - 12・23・32話演出
- 佐武と市捕物控 - 演出

1969年
- どろろ - 演出
- 旧ムーミン - 27-65話絵コンテ

1971年
- アンデルセン物語 - 9・19・31・32・33・44話演出

1972年
- 新ムーミン - 絵コンテ

### フリー時代
1973年
- ドラえもん - チーフディレクター

1974年
- 原子力物語 - 演出
- 小さなバイキングビッケ - 演出
- 星の子チョビン - 演出
- てんとう虫の歌 - 演出

1975年
- わんぱく大昔クムクム - 演出

1976年
- ポールのミラクル大作戦 - 演出

1977年
- 一発貫太くん - 演出
- 風船少女テンプルちゃん - 演出
- ジェッターマルス - 演出
- まんが偉人物語 - 演出

1978年
- まんがこども文庫 - 演出
- 魔女っ子チックル - 絵コンテ

### スタジオぴえろ以降
1980年
- ニルスのふしぎな旅 - 演出

1982年
- 新みつばちマーヤの冒険 - チーフディレクター

1983年
- 東京ディズニーランド ミート・ザ・ワールド - 演出・絵コンテ

1991年
- ここはグリーン・ウッド - プロデューサー

## 関連文献
- 安藤健二『封印作品の憂鬱』洋泉社、2008年 - 日本テレビ版ドラえもんの制作に関する文献